# 27 juillet 2000
Le jeudi 27 juillet 2000 est le 209e jour de l'année 2000.

## Décès
- Constance Stuart Larrabee (née le 7 août 1914), photographe sud-africaine
- Gordon Solie (né le 26 janvier 1929), commentateur de catch américain
- Vladimir Lissounov (né le 21 mars 1940), peintre russe
- Zbigniew Żupnik (né le 26 mai 1951), artiste polonais

## Événements
- Sortie du film Big Mamma
- Sortie du jeu vidéo Digimon World 2
- Début de la série télévisée Gotham Girls
- Sortie du film Luna Papa
- Sortie du film The Skulls : Société secrète
- Sortie du jeu vidéo Turok 3: Shadow of Oblivion